# Hallenbad Rialto

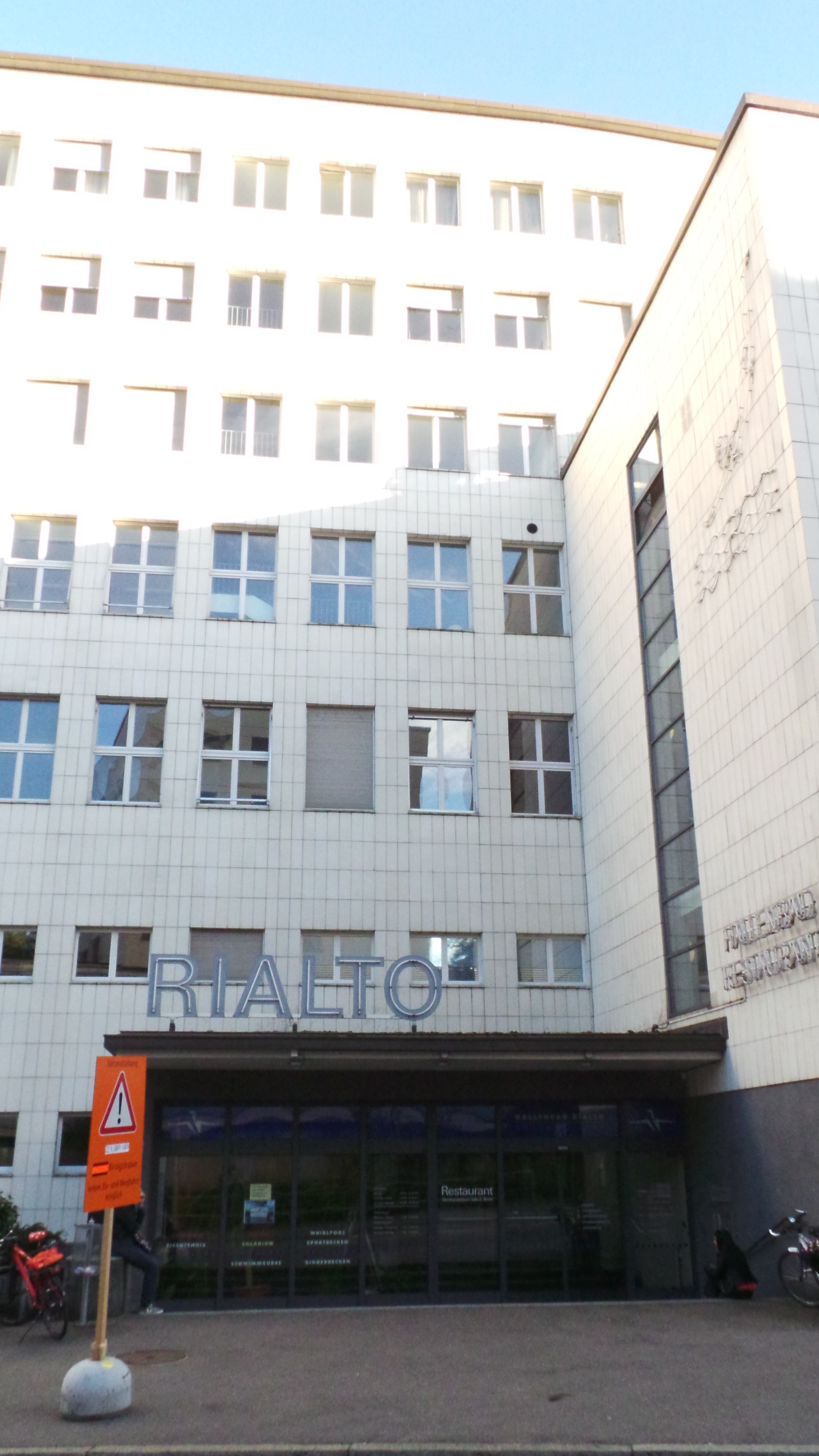
Hallenbad Rialto

Das Hallenbad Rialto befindet sich im gleichnamigen Gebäudekomplex in der Schweizer Stadt Basel. Der Gebäudekomplex vereint das Hallenbad mit weiteren Funktionen und enthält Elemente der Architektur des Neuen Bauens. Der Bau zeichnet sich durch das Zusammenspiel von klar abgegrenzten Volumen aus, die als kubische, geradlinige Körper gestaltet sind.

## Geschichte
Das Rialto wurde zwischen 1932 und 1934 nach den Entwürfen der Architekten Emil Bercher und Eugen Tamm errichtet. Der komplexe Bau sollte verschiedene Funktionen unter einem Dach vereinen. Die Kosten betrugen damals drei Millionen Schweizer Franken, 2025 wären das ca. 25 Millionen Franken. Es besteht aus drei unterschiedlichen Baukörpern: im unteren Teil befindet sich das Schwimmbad, im mittleren Bereich ein Restaurant sowie Säle für Veranstaltungen und im oberen Stockwerk ein Wohnblock.
Nach einer mehrjährigen Planungsphase wurde der denkmalgeschützte Rialto-Komplex von 2022 bis 2024 umfassend saniert, um ihn sowohl funktional als auch ästhetisch für die Zukunft zu erhalten und gleichzeitig die historische Bedeutung des Gebäudes zu bewahren.

## Lage
Der Rialto-Komplex liegt nahe dem Bahnhof Basel SBB, umgeben von der Birsigstrasse, der Viaduktstrasse und dem Fluss Birsig. Das Gebäude erstreckt sich parallel zum Birsig und grenzt an den Park Nachtigallenwäldeli. Der Zugang erfolgt über die Birsig- und Viaduktstrasse, während auf der gegenüberliegenden Seite des Birsigviadukts der Basler Zoo anliegt.

## Beschreibung
Der zehnstöckige Rialto-Komplex ist mit weissen Platten verkleidet und gliedert sich in drei Baukörper. Der unterste Teil, als Sockel ausgeführt, ragt zur Birsig hin vor und ist mit sieben grossen Fenstern versehen, die das Hallenbad mit Licht versorgen. Ein Flachdach dient als Terrasse für das Restaurant.
Ein viergeschossiger Teil verbindet den Komplex mit dem Viadukt und öffnet sich mit grossen Glasflächen zur Birsigstrasse. Der dritte, hochaufsteigende Block ist geschwungen und hat ein kleinteiliges Fensterraster. Die Fassade zur Birsigstrasse wird von einem markanten, verglasten Treppenhaus akzentuiert. Das regelmässige Raster der Fassadenplatten sorgt für eine einheitliche Struktur des gesamten Gebäudes.